# Maleš (hrad)
Maleš je zaniklý hrad ve vojenském újezdu Hradiště v okrese Karlovy Vary. Nachází se nedaleko zaniklé vesnice Maleš na Kloboukovém vrchu (německy Hutberg) v nadmořské výšce asi 650 m. Od roku 1964 je chráněn jako kulturní památka.

## Historie
Ke hradu se nevztahují žádné písemné prameny, ale vesnice Maleš je poprvé zmiňována již v roce 1196 v donaci mašťovskému klášteru. Archeologicky je doba existence hradu prokázána ve 13. a 14. století. Po zániku hradu převzala funkci vrchnostenského sídla nejspíše tvrz ve Žďáru. Zbytky zdiva byly pozorovatelné v 18. století.

## Stavební podoba
Přístupová cesta vedla od západu a vstupovala snad do malého předhradí chráněného na jižní straně valem a příkopem. Hradní jádro stálo na vrcholu kopce a většinu jeho obvodu pravděpodobně obíhal parkán, ve kterém se na jihovýchodní straně dochoval terénní relikt zděné budovy. Vlastní jádro poškozené výkopy neobsahuje stopy zástavby.

## Přístup
Hrad se nachází uvnitř vojenského prostoru a není veřejnosti přístupný.